# Comte de Sunderland

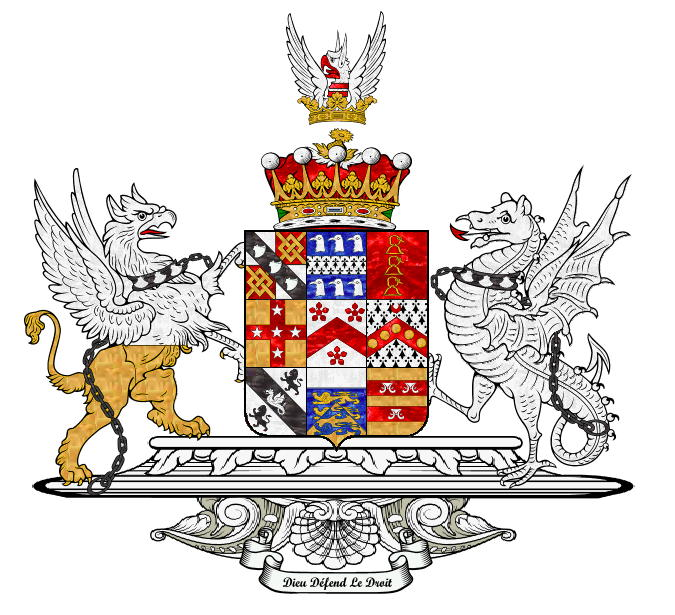
Blason du comte de sunderland

Comte de Sunderland (Earl of Sunderland) est un titre de noblesse créé à deux reprises dans la pairie d'Angleterre, en 1627 et en 1643.
Depuis 1733, il s'agit d'un titre subsidiaire du duc de Marlborough.

## Liste des comtes de Sunderland

### Première création (1627)
- 1627-1630 : Emanuel Scrope (1584-1630)

### Deuxième création (1643)
- 1643-1643 : Henry Spencer (1620-1643)
- 1643-1702 : Robert Spencer (1641-1702), fils du précédent
- 1702-1722 : Charles Spencer (1675-1722), fils du précédent
- 1722-1729 : Robert Spencer (1701-1729), fils du précédent
- 1729-1758 : Charles Spencer (1706-1758), cousin du précédent
- 1758-1817 : George Spencer (1739-1817), fils du précédent
- 1817-1840 : George Spencer-Churchill (1766-1840), fils du précédent
- 1840-1857 : George Spencer-Churchill (1793-1857), fils du précédent
- 1857-1883 : John Spencer-Churchill (1822-1883), fils du précédent
- 1883-1892 : George Spencer-Churchill (1844-1892), fils du précédent
- 1892-1934 : Charles Spencer-Churchill (1871-1934), fils du précédent
- 1934-1972 : John Spencer-Churchill (1897-1972), fils du précédent
- 1972-2014 : John Spencer-Churchill (1926-2014), fils du précédent
- depuis 2014 : James Spencer-Churchill (né en 1955), fils du précédent